# Écomusée-Farinière de Castelló d'Empúries
 (avril 2022).
Causes possibles :
- Rédaction non-neutre car ne respectant pas la synthèse équilibrée attendue.
- Plan structurant la page comme une brochure promotionnelle ou une plaquette institutionnelle.
- Nombreuses informations sans réelle pertinence encyclopédique et pourtant montées en épingle. Ceci peut notamment se faire en recourant à des sources primaires ou non centrées, ou encore à un « cherry picking » des sources ; dans certains cas, cette utilisation des sources peut même donner lieu à une « synthèse inédite ».

Rappel : la pertinence des informations est à démontrer par des sources secondaires indépendantes et de qualité traitant le sujet.
L'Écomusée-Farinière de Castelló d'Empúries (en catalan : Ecomuseu-Farinera de Castelló d'Empúries) est un écomusée situé à Castelló d'Empúries (Gérone, Empourdan, Catalogne, Espagne) qui montre la vie des travailleurs consacrée à la culture et la transformation du blé.

## Le musée
La Farinière de Castelló d'Empúries est une usine de la fin du XIXe siècle et de la première moitié du XXe siècle, dressée sur l'un des trois moulins médiévaux. Elle a été ouverte au public en 1998, restaurée par la mairie et transformée en écomusée. Ce musée explique l'évolution de l'industrie farinière en Catalogne et les changements subis par la production de farine au cours de la deuxième moitié XIXe siècle. Il fait partie du système territorial des musées de la science et de la technologie de Catalogne (mNACTEC).
La visite propose un itinéraire à travers les espaces manufacturiers, en suivant le processus de transformation du blé vers la farine et le pain.

## Parcours

### Premier étage: mouture hydraulique du blé
Des maquettes permettent d'expérimenter l'évolution de la mouture du blé. Un film suit le cheminement d'un grain de blé dans son parcours à travers l'usine. Une maquette interactive permet de visualiser comment l'eau produit de l'énergie dans la turbine Francis exposée.

### Deuxième étage: production de la farine
Cet espace présente différentes variétés de blé utilisées dans cette usine. On y trouve également la zone de mise en sac de la farine, ainsi qu'une trame de tuyaux qui permettent de transporter les produits d'une machine à l'autre.

### Troisième étage: le processus de production
Au centre de cet espace, les plansichters, de grands tamis industriels, classent le produit obtenu dans les moulins. À leurs côtés se trouve le sasseur, qui permet d'obtenir la farine blanche. Un film recueille les témoignages des personnes qui y ont travaillé.

### Espace EmpordàNA’T
Cet espace propose une présentation des quatre grandes zones protégées de l'Empordà. Cette exposition accole illustrations, photos et peintures dans un assemblage panoramique continu.

## Objets mis en valeur

### Densigraphe
Densigraphe provenant de l’ancienne fabrique de farines Posojal SA de Celrà. Cet appareil d’analyse servait à mesurer la qualité de la farine. On formait une boule de pâte à pain avec la farine, puis on la déposait dans un récipient rempli d’eau à 30 °C. À mesure que la boule se dégradait, la courbe de la pâte en fermentation était enregistrée sur un graphique. Cette courbe donnait au meunier une information sur l’activité enzymatique, sur le point optimal de cuisson, sur la ténacité, la stabilité, la force et l’équilibre de la pâte en vue de sa panification.

### Testeur d’humidité
Appareil servant à mesurer l’humidité des céréales et de la farine. Le produit était déposé dans un tube à essai relié à l’appareil. L’opération se répétait trois fois, puis on en tirait une valeur moyenne qui devenait la mesure correspondant à chaque type de céréale. Le contrôle de l'humidité du blé permet de maîtriser sa conservation dans des conditions optimales (sous les 12-13 %) et le rendement de la mouture. De plus, en fonction de son taux d’humidité, la farine absorbe plus ou moins d’eau, ce qui a une incidence sur la quantité de pâte à pain que l’on obtiendra.

### Moulins
Moulins de la marque EMSA (Establecimientos Morros SA) datant de 1947. Bien que très ressemblants, leurs fonctions sont différentes : à travers leurs cylindres le blé est moulu, l'enveloppe du blé est séparée et la semoule est broyée. Les moulins possèdent quatre cylindres qui permettent de faire deux séries indépendantes de mouture. Le produit est introduit par la partie supérieure où deux rouleaux parallèles le font tomber à une fréquence régulière entre les deux cylindres de mouture. Ces cylindres tournent en sens inverse et à différentes vitesses, de sorte que le cylindre le plus lent retient le produit alors que le plus rapide le mout. Le produit qui en résulte est recueilli dans la partie inférieure et envoyé, moyennant les élévateurs à godets, vers les plansichters qui classeront le produit obtenu.

### Turbine Francis
Turbine de la marque Planes, Flaquer i Cia, datée de 1905. La turbine recueille et transforme l'énergie cinétique de l'eau en énergie mécanique, qui se transmet au travers d'un système d'arbres à cardan, courroies et poulies. L'efficacité des turbines est bien supérieure à celles des anciennes roues hydrauliques. Les turbines Francis sont des turbines à réaction, très utilisées en cas de débits et chutes d'eau moyens.

### Épierreur
Épierreur de la marque Pérez y Muntané S. en C. Environ 1940. Il fait partie de la section de nettoyage du premier étage. Il s'agit d'une table légèrement penchée qui opère un mouvement de va-et-vient. Cette table présente un certain nombre de canaux contenant des obstacles triangulaires, dans lesquels le produit est distribué uniformément. Grâce à la combinaison du mouvement, l'inclinaison et la distribution des obstacles, le blé, plus léger, sort par un côté, alors que les pierres, plus lourdes, sont recueillies de l'autre côté.

### Machine à pétrir
Machine de modèle “La Económica”, marque Juan Balart. Début du XXe siècle. Elle servait à pétrir la pâte à pain. Le seau en bois tournait et les deux cylindres hélicoïdaux tournaient simultanément, de sorte que les ingrédients se diluaient et s'amalgamaient pour se transformer en pâte. Les artisans boulangers commencèrent à utiliser les pétrisseuses vers la fin du XIXe siècle. Dans le même temps, les nouveaux systèmes de production permettaient de fournir des farines plus raffinées et plus blanches, dont le pétrissage était différent.

### Plansichters
Appareils EMSA (Establecimientos Morros SA) datant de 1947. Ils effectuent une action de tamisage qui imite le criblage manuel du blé. Chacun des caissons du plansichter est divisé en quatre canaux équipés de tamis de matériaux et de tailles différentes, qui séparent le produit classé et l'envoient vers la machine correspondante. En 1880 l'allemand Haggemacher breveta la machine à cribler appelée plansichter qui parvenait à imiter le criblage manuel, ce qui permit d'améliorer considérablement la classification des farines.

### Collecteur à manches
Collecteur de la marque EMSA (Establecimientos Morros SA) datant de 1947. L'air a un rôle fondamental dans le système austro-hongrois. L'air est créé par quatre aspirateurs. Dans la section mouture il sert à refroidir les moulins et permet au sasseur d'effectuer la séparation des semoules. L'air aspiré est porteur de particules de farine en suspension, qui sont recueillies par le collecteur à manches et renvoyées vers les plansichters. On minimise ainsi les pertes de produit.